# Fußball-Karibikmeisterschaft
Die Fußball-Karibikmeisterschaft (englisch Caribbean Cup, spanisch Copa del Caribe) war ein 1989 erstmals ausgetragener Fußballwettbewerb unter den Nationalmannschaften der Karibischen Fußballunion (CFU). Erfolgreichste Mannschaften waren Trinidad und Tobago mit acht und Jamaika mit sechs Siegen, die somit 14 der 18 bisherigen Turniere gewannen.
Nach der Auflage 2017 ging das Turnier in der CONCACAF Nations League auf.

## Modus
Zuletzt fand das Turnier im Zweijahresrhythmus statt und diente regelmäßig auch als Qualifikation zum CONCACAF Gold Cup. Startberechtigt waren grundsätzlich die zuletzt 31 Mitglieder der CFU. Automatisch qualifiziert waren jeweils die Mannschaften des Gastgeberverbandes und des Titelverteidigers. Der Wettbewerb gliederte sich in zwei Qualifikationsrunden mit Miniturnieren zu drei oder vier Teams in verschiedenen Ländern und einer Endrunde mit acht Mannschaften. Das letzte Turnier 2017 wurde als K.-o.-System mit vier Mannschaften ausgetragen.

## Erstteilnehmer
Folgend alle Nationalmannschaften, die je an diesem Turnier teilgenommenen haben.
- Fett geschriebene Mannschaften wurden bei ihrer ersten Teilnahme Karibikmeister.
- Kursiv geschriebene Mannschaften waren bei ihrer ersten Teilnahme Ausrichter.
- Mannschaften in Klammern nahmen unter einem anderen Namen zum ersten Mal teil.

| Jahr(e)   | Erstteilnehmer                 | Erstteilnehmer          | Erstteilnehmer       | Erstteilnehmer           |
| --------- | ------------------------------ | ----------------------- | -------------------- | ------------------------ |
| 1989      | Barbados                       | Grenada                 | Guadeloupe           | Niederländische Antillen |
| 1989      | St. Vincent und die Grenadinen | Trinidad und Tobago     |                      |                          |
| 1990      | Jamaika                        | Martinique              |                      |                          |
| 1991      | Cayman Islands                 | Dominikanische Republik | Guyana               | St. Lucia                |
| 1992      | Antigua und Barbuda            | Kuba                    | Suriname             |                          |
| 1993      | Puerto Rico                    | St. Kitts und Nevis     | Sint Maarten         |                          |
| 1994      | Dominica                       | Haiti                   |                      |                          |
| 1995      | Französisch-Guayana            |                         |                      |                          |
| 1996–1998 | Keine Erstteilnehmer           | Keine Erstteilnehmer    | Keine Erstteilnehmer | Keine Erstteilnehmer     |
| 1999      | Brasilien (U-20)               |                         |                      |                          |
| 2001–2012 | Keine Erstteilnehmer           | Keine Erstteilnehmer    | Keine Erstteilnehmer | Keine Erstteilnehmer     |
| 2014      | ( Curaçao)                     |                         |                      |                          |
| 2017      | Keine Erstteilnehmer           | Keine Erstteilnehmer    | Keine Erstteilnehmer | Keine Erstteilnehmer     |

## Die Turniere im Überblick
| Jahr         | Gastgeber                                   | Finale              | Finale               | Finale                         | Spiel um Platz drei | Spiel um Platz drei   | Spiel um Platz drei |
| Jahr         | Gastgeber                                   | Sieger              | Ergebnis             | Zweiter Platz                  | Dritter Platz       | Ergebnis              | Vierter Platz       |
| ------------ | ------------------------------------------- | ------------------- | -------------------- | ------------------------------ | ------------------- | --------------------- | ------------------- |
| 1989 Details | Barbados                                    | Trinidad und Tobago | 2:1                  | Grenada                        |                     | Kein Spiel um Platz 3 |                     |
| 1990 Details | Trinidad und Tobago                         | Turnier abgebrochen | Turnier abgebrochen  | Turnier abgebrochen            | Turnier abgebrochen | Turnier abgebrochen   | Turnier abgebrochen |
| 1991 Details | Jamaika                                     | Jamaika             | 2:0                  | Trinidad und Tobago            | Saint Lucia         | 4:1                   | Guyana              |
| 1992 Details | Trinidad und Tobago                         | Trinidad und Tobago | 3:1                  | Jamaika                        | Martinique          | 1:1, 5:3 i. E.        | Kuba                |
| 1993 Details | Jamaika                                     | Martinique          | 0:0 n. V., 6:5 i. E. | Jamaika                        | Trinidad und Tobago | 3:2                   | St. Kitts und Nevis |
| 1994 Details | Trinidad und Tobago                         | Trinidad und Tobago | 7:2                  | Martinique                     | Guadeloupe          | 2:0                   | Suriname            |
| 1995 Details | Kaimaninseln und Jamaika                    | Trinidad und Tobago | 5:0                  | St. Vincent und die Grenadinen | Kuba                | 3:0                   | Kaimaninseln        |
| 1996 Details | Trinidad und Tobago                         | Trinidad und Tobago | 2:0                  | Kuba                           | Martinique          | 1:1 n. V., 3:2 i. E.  | Suriname            |
| 1997 Details | Antigua und Barbuda und St. Kitts und Nevis | Trinidad und Tobago | 4:0                  | St. Kitts und Nevis            | Jamaika             | 4:1                   | Grenada             |
| 1998 Details | Jamaika und Trinidad und Tobago             | Jamaika             | 2:1                  | Trinidad und Tobago            | Haiti               | 3:2                   | Antigua und Barbuda |
| 1999 Details | Trinidad und Tobago                         | Trinidad und Tobago | 2:1 n.GG             | Kuba                           |                     | Kein Spiel um Platz 3 |                     |
| 2001 Details | Trinidad und Tobago                         | Trinidad und Tobago | 3:0                  | Haiti                          | Martinique          | 1:0                   | Kuba                |
| 2005 Details | Barbados                                    | Jamaika             | Ligaformat           | Kuba                           | Trinidad und Tobago | Ligaformat            | Barbados            |
| 2007 Details | Trinidad und Tobago                         | Haiti               | 2:1                  | Trinidad und Tobago            | Kuba                | 2:1                   | Guadeloupe          |
| 2008 Details | Jamaika                                     | Jamaika             | 2:0                  | Grenada                        | Guadeloupe          | 0:0, 5:4 i. E.        | Kuba                |
| 2010 Details | Martinique                                  | Jamaika             | 1:1 n. V., 5:4 i. E. | Guadeloupe                     | Kuba                | 1:0                   | Grenada             |
| 2012 Details | Antigua und Barbuda                         | Kuba                | 1:0 n. V.            | Trinidad und Tobago            | Haiti               | 1:0 n. V.             | Martinique          |
| 2014 Details | Jamaika                                     | Jamaika             | 0:0 n. V., 4:3 i. E. | Trinidad und Tobago            | Haiti               | 2:1                   | Kuba                |
| 2017 Details | Martinique                                  | Curaçao             | 2:1                  | Jamaika                        | Französisch-Guayana | 1:0                   | Martinique          |

### Rangliste
| Rang | Land                           | Siege | Jahr(e)                                        | 2. Pl. | 3. Pl. | 4. Pl. |
| ---- | ------------------------------ | ----- | ---------------------------------------------- | ------ | ------ | ------ |
| 1    | Trinidad und Tobago            | 8     | 1989, 1992, 1994, 1995, 1996, 1997, 1999, 2001 | 5      | 2      | —      |
| 2    | Jamaika                        | 6     | 1991, 1998, 2005, 2008, 2010, 2014             | 3      | 1      | —      |
| 3    | Kuba                           | 1     | 2012                                           | 3      | 3      | 4      |
| 4    | Martinique                     | 1     | 1993                                           | 1      | 3      | 2      |
| 5    | Haiti                          | 1     | 2007                                           | 1      | 3      | —      |
| 6    | Curaçao                        | 1     | 2017                                           | —      | —      | —      |
| 7    | Grenada                        |       |                                                | 2      | —      | 2      |
| 8    | Guadeloupe                     |       |                                                | 1      | 2      | 1      |
| 9    | St. Kitts und Nevis            |       |                                                | 1      | —      | 1      |
| 10   | St. Vincent und die Grenadinen |       |                                                | 1      | —      | —      |
| 11   | St. Lucia                      |       |                                                | —      | 1      | —      |
|      | Französisch-Guayana            |       |                                                | —      | 1      | —      |
| 13   | Suriname                       |       |                                                | —      | —      | 2      |
| 14   | Guyana                         |       |                                                | —      | —      | 1      |
|      | Kaimaninseln                   |       |                                                | —      | —      | 1      |
|      | Antigua und Barbuda            |       |                                                | —      | —      | 1      |
|      | Barbados                       |       |                                                | —      | —      | 1      |